# Carphochaete
Carphochaete A.Gray, é um género botânico pertencente à família Asteraceae.
Espécies
- Carphochaete bigelovii A.Gray